# 菅澤佳子
菅澤 佳子 (すがさわ けいこ) は 日本のジャーナリストでNHK 報道局経済部記者。

## 経歴
2004(平成16)04月01日 NHKに入局。初任地『NHK 札幌放送局』を経て、報道局経済部に配属。